# Burcher
Burcher is een plaats in de Australische deelstaat New South Wales.